# Денисюк Федір Гнатович
Федір Гнатович Денисюк (1910–1948) — лейтенант Робітничо-селянської Червоної Армії, учасник Німецько-радянської війни, Герой Радянського Союзу (1943).

## Біографія
Федір Денисюк народився 10 липня 1910 року в селі Турчинка (нині — Хорошівський район Житомирської області України) в сім'ї селянина. У 1925 році закінчив п'ять класів школи. Проживав і працював в Куйбишеві (нині — Самара). У серпні 1941 року Денисюк був призваний на службу в Робітничо-селянську Червону Армію. З вересня того ж року — на фронтах Німецько-радянської війни. Брав участь у боях на Північно-Кавказькому, Степовому, 3-му Українському фронтах. У боях тричі був поранений. До жовтня 1943 року червоноармієць Федір Денисюк був стрільцем 4-ї роти 177-го стрілецького полку 236-ї стрілецької дивізії 46-ї армії 3-го Українського фронту. Відзначився під час битви за Дніпро.
У ніч із 1 на 2 жовтня 1943 року Денисюк у складі свого відділення переправився через Дніпро і взяв активну участь у захопленні плацдарму на його східному березі. Коли загинув командир відділення, Денисюк замінив його собою. 2 і 3 жовтня він активно брав участь у відбитті декількох німецьких контратак. У тих боях Денисюк особисто знищив 27 ворожих солдатів і офіцерів. 3 жовтня під час відбиття шостої за день контратаки він зазнав поранення в груди, але поля бою не покинув, продовжуючи боротися. До вечора Денисюк, який втратив багато крові, знепритомнів і був відправлений у госпіталь.
Указом Президії Верховної Ради СРСР від 1 листопада 1943 року за «сміливу ініціативу, героїзм і мужність, виявлені в бою при форсуванні Дніпра» червоноармієць Федір Денисюк був удостоєний високого звання Героя Радянського Союзу з врученням ордена Леніна і медалі «Золота Зірка» за номером 1936.
У грудні 1945 року у званні лейтенанта Денисюк був звільнений у запас. Проживав і працював в місті Віляка Латвійської РСР. Помер 28 грудня 1948 року, похований у Віляка на кладовищі Ержеполес.
Був також нагороджений орденом Червоної Зірки і низкою медалей.